# CrossFire (videojuego)
CrossFire es un videojuego de disparos en primera persona online para Microsoft Windows desarrollado por la empresa surcoreana SmileGate. El juego fue lanzado en China por Tencent, como la compañía de servicios de agente exclusivo. Tencent opera el juego a través de Internet, cubiertas las áreas de servicio y redes por China Telecom y China Netcom. Las pruebas de errores de software se iniciaron públicamente en abril de 2008.
De acuerdo con The Korea Herald, fue el juego en línea con mayor recaudación del mundo de 2014 con 1.5 billones de won (1.300 millones de dólares). Se ha recaudado $ 6.800 millones a partir de 2016, por lo que es uno de los videojuegos de mayor recaudación de todos los tiempos. El productor de cine estadounidense Neal H. Moritz y el desarrollador de juegos coreano Smilegate se están uniendo para desarrollar una película basada en el popular juego en línea "Crossfire". Una adaptación cinematográfica de CrossFire fue anunciada en octubre de 2015. Una versión del juego para la consola Xbox One, conocida como CrossfireX, fue anunciada en el E3 2019 y se espera su lanzamiento gratuito en el 2020 .

## Juego
CrossFire es un juego de comando en primera persona gratuito que cuenta con dos corporaciones mercenarias llamadas "Lista Negra" y "Riesgo Global", que se pelean entre sí en un épico conflicto global. Los jugadores asumen el papel de un mercenario de Black List o Global Risk, uniéndose a un equipo en línea que debe trabajar en conjunto para completar los escenarios basados en objetivos. Con la excepción del modo zombi y el modo Wave, cada modo puede soportar un máximo de 16 jugadores, cada uno dividido en un equipo de 8 personas.
Crossfire posee un sistema de progresión basado en Rangos Militares, empezando desde recluta, siendo el mayor rango el de Mariscal. Además, los jugadores pueden customizar el equipamiento de sus personajes a través de objetos dentro del juego. 
El sistema de moneda de Crossfire se resume principalmente en lo que es puntos de juego gratis (GP), conseguida a través de jugar y terminar partidas, completar misiones u obtenerlas de bono. Por otro lado, existe una moneda premium llamada ZP, utilizada en la compra de cosméticos exclusivos y armas obtenibles solo por este medio.

### Modos
CrossFire cuenta con varios modos de juego, cada uno con mapas y reglas únicas.
Team Deathmatch
Los equipos trabajan hacia objetivos, como primero a x muchas muertes, o el equipo con más muertes.
Search & Destroy
El objetivo de Black List es plantar y detonar una carga C4 en un lugar designado o matar a todos los jugadores de Global Risk. El objetivo de Global Risk es eliminar a todos los jugadores de Black List o impedir que el equipo Black List planten y detonen la carga dentro del límite de tiempo del partido. Las rondas duran hasta 3 minutos.
Free for All
Un modo sin equipos en el que el principal objetivo del jugador es el de matar a los demás jugadores. La ronda termina cuando un jugador llega a una cuota de muertes o si se termina el tiempo.
Elimination
Similar al modo de Search & Destroy, pero sin una bomba que plantar o puntos que defender. La ronda termina cuando todos los jugadores de un solo equipo hayan muerto o si se termina el tiempo.
Suppression Mode
Modo Ghost
Modo en el que los jugadores pertenecientes al equipo de "Lista Negra" son invisibles al estar inmóviles y solo cuentan con armas de cuerpo a cuerpo, mientras que los jugadores del equipo de "Riesgo Global" poseen todo el armamento normal pero son completamente visibles. Los jugadores del equipo de "Lista Negra" emiten un fuerte sonido de respiración, pasos y se vuelven significativamente visibles al moverse.
Modo Shadow
Mutation Modes
Modo Escape
Modo Héroe
Modo Héroe X
Modo Zombi
Elite/Bounty Mode
Modo Wave
Modo King
Modo Sheep
Big Head

## Ingresos
En 2013, fue uno de los tres videojuegos más populares de China, con un ingreso de casi $ 1 mil millones. Fue el juego en línea con mayor recaudación del mundo de 2014 con 1.5 billones de won (1.300 millones de dólares). A partir de 2016, CrossFire ha recaudado 6.800 millones de dólares, lo que lo convierte en uno de los videojuegos de mayor recaudación de todos los tiempos.
CrossFire es el juego FPS online más jugado en todo el mundo, con más de 8 millones de usuarios simultáneos y 650 millones de jugadores registrados según el desarrollador Smilegate.